# デビッド・ウェルズ
デビッド・リー・ウェルズ（David Lee Wells , 1963年5月20日 - ）は、アメリカ合衆国・カリフォルニア州トーランス 出身の元プロ野球選手（投手）。現在は、野球解説者。ベーブ・ルース愛好家としても有名。
現役時代はMLBを代表する左腕として知られた。1998年5月17日には、完全試合を記録している。

## 経歴
1982年、ドラフト2巡目で指名されトロント・ブルージェイズへ入団。1987年6月30日、メジャーデビュー。しかし、デビューから2戦連続で負け投手となり、防御率15.19で7月12日にマイナーへ降格した。9月に再びメジャー昇格を果たし、リリーフとして16試合に登板した。9月2日にメジャー初勝利を記録し、18日にメジャー初セーブを記録した。
1988年は全41試合をリリーフとして登板した。4月の防御率は5.60だったが、5月は1.50と改善したが、6月は6.00で7月10日にマイナーへ降格した。8月26日に昇格した。翌1989年、54試合にリリーフとして登板し、7勝4敗・2セーブ・防御率2.40の成績を記録し、メジャーに定着した。オールスターゲーム以後、5勝0敗・防御率0.90の好成績を記録している。
1990年は5月24日に3年ぶりに先発登板し、以後先発ローテーション入りした。先発で25試合・10勝5敗・防御率3.11、リリーフで18試合に登板し、計11勝6敗・3セーブを記録した。1991年は9月8日まで先発投手として28試合に登板し、14勝10敗・防御率3.75を記録したが、5月3日から7月24日かけての16試合で11勝1敗・防御率2.23の好成績を記録している。9月15日の登板以後、閉幕までリリーフとして12試合に登板した。
1992年、自身初のワールドチャンピオンとなった。しかし、ウェルズの成績は7勝9敗・防御率5.40に終わり、8月20日のブルワーズ戦では13自責点で球団ワースト記録となった。
1993年、開幕2日前の4月3日にデトロイト・タイガースへ移籍。4月は4勝0敗・防御率1.47と好調で、6月19日までの成績は9勝1敗・防御率2.68だったが、それ以後の成績は2勝8敗・防御率5.94で、8月1日から20日にかけて故障者リスト入り。1994年は4月20日に故障者リスト入りとなった。6月4日に復帰を果たし、8月10日のブルワーズ戦でメジャー初完封を記録したが、8月12日に1994年から1995年のMLBストライキに突入したためこの試合を最後にシーズンを終えた。
1995年シーズン途中の7月31日にシンシナティ・レッズへトレードで移籍した。2球団で自己最多の16勝を記録した。12月26日にトレードでボルチモア・オリオールズへ移籍し、1996年は開幕から3戦目までの防御率は1.50だったが、4月21日から6月15日にかけて10試合の登板で1勝6敗・防御率7.32で、最終的に11勝14敗を記録した。オフにフリーエージェントとなり、ニューヨーク・ヤンキースへ移籍し、ベーブ・ルースの背番号3を要求したが、永久欠番のため33となった。
1997年7月19日のブルワーズ戦で3年ぶりの完封勝利で通算100勝を達成し、初回には通算1000三振を達成した。7月30日のアスレチックス戦ではロン・ギドリーの18に次ぐ球団史上2位タイ、自己最多の1試合16個の三振を奪っている。
1998年5月17日、MLB史上15人目の完全試合を達成し、前後の3試合で連続38人の打者を抑え、リーグ新記録となった。オールスターでは先発投手を務め、4月7日から6月2日にかけて8連勝、6月20日から9月1日にかけて9連勝を達成し、18勝4敗防御率3.49、リーグトップ5完封を記録した。2回目のワールドチャンピオンとなり、サイ・ヤング賞の投票で3位となった。シーズン終了後、ロジャー・クレメンスとの1対3の交換トレードで古巣のブルージェイズへ移籍。
移籍1年目の1999年は自己最多の231.2回を投げ、17勝10敗・169三振を記録し、三振数は左投手として球団史上歴代1位となった。2年目の2000年はオールスター開催までに球団史上初めて15勝をマークし、自身2回目となるオールスターで先発投手を務めた。自身初の20勝を37歳124日で達成した。これは史上2番目の高齢記録である。
シーズン終了後トレードでシカゴ・ホワイトソックスへ移籍。しかし、故障のため5勝7敗の成績に終わり、7年ぶりに投球回数が200を下回った。2002年、再びヤンキースへ移籍。チーム最多の19勝を記録した。
2003年シーズン最後の登板となった9月28日、通算200勝を達成。シーズン終了後腰の手術をしたためヤンキースはマイナー契約でと目論んでいたが、サンディエゴ・パドレスへ1年契約で移籍した
2004年は12勝8敗、防御率3.73の好成績を記録し、2004年12月11日2年契約でボストン・レッドソックスへ移籍。移籍1年目の2005年は15勝7敗だったが、防御率が4.45と大幅に悪化した。2006年8月31日、トレードでパドレスへ移籍。この年は故障に苦しみ、3勝5敗に終わるも、オフに1年300万ドルで契約した。2007年8月23日ロサンゼルス・ドジャースへ移籍。
2008年はFAとして迎え、動向が注目されていたが、5月になって先発投手の不調に悩む古巣ヤンキースへの復帰の可能性が報じられて話題となったが、実現しなかった。
現在はターナー・ブロードキャスティング・システムやFOXスポーツにて解説やホストとして活動している。

## プレースタイル
プロレスラーのような体型で、見た目はパワーピッチャーのようであるが、カーブを主体としたメジャートップクラスの制球力を誇る。それを証するものとして、9イニングあたりの四球数が1を割り込むシーズンもある。

## 人物
我が強くトラブルメーカーとして有名で、頻繁に移籍を繰り返している原因にもなっている。2003年に、好成績を挙げながらもニューヨーク・ヤンキースを放出されたのは、チーム内の様々な事柄を暴露する内容の本を出版した為と言われている。そのことでチームから10万ドルの罰金が科されている。この暴露本の中で、自身が達成した完全試合の時は二日酔いであったことを明かした。
同じ先発左腕投手の工藤公康とほぼ同世代であり、44歳の2007年シーズンまで第一線で投げ続けた。特に7月21日の対フィラデルフィア・フィリーズ戦ではベテラン左腕のジェイミー・モイヤーと投げ合い、計88歳307日の最高齢左腕対決記録を樹立。モイヤー同様30代になってから本格的に開花した、遅咲きの投手である。

### ベーブ・ルース愛好家
ウェルズはベーブ・ルースの熱狂的なファンであり、あだ名の「ブーマー」の由来も、ベーブと同じく“赤ん坊”を意味している。
ウェルズは「ベーブ・ルースはオレにとって最初の本物のヒーローになった。彼は投手もできて、打つこともできて、それにホットドッグを17本も食べられた。大いに食べ、タバコを吸い、酒を飲み、たくさんの愛人を囲っていた。これほど愛すべき人間はいないだろう。」とルースに対する自身の見解を述べている。
1997年のヤンキースとの初契約時、ウェルズはチームの永久欠番であるルースの背番号「3」を要求。結局、「オレはベーブ・ルースの2倍の存在になることができる」と、背番号「33」に落ち着いた。同年6月8日のインディアンス戦では、オークションで競り落としたルース実使用のキャップをかぶって登板した。同試合の1回終了時に、当時のジョー・トーリ監督に見つかり、最終的にキャップを脱がされ、3回でマウンドを降りている。

### 練習嫌い
ブルージェイズからドラフト指名された当初は線の細い青年だったが、ビールの飲みすぎにより、体重が急激に増加。すぐに体重は100kgを超え、マイナー時代には毎日の計量を義務づけられていた時期があった。しかし、体重計の目盛を操作し、コーチ達の目をごまかしていた。
2003年には、「オレはゴムのような腕を持っている。あまり練習する必要はないんだ。」と語っている。
また、練習熱心なことで知られるロジャー・クレメンス、アンディ・ペティット両投手を皮肉って、「彼らは『コンディショニングで20年間メジャーで稼ぐ方法』といった本やビデオを作ることができる。だが、オレは『練習しないで20年間プレーできる方法』を書くことができるんだ」と語っている。

## 詳細情報

### 年度別投手成績（MLB）
| 年 度      | 球 団      | 登 板 | 先 発 | 完 投 | 完 封 | 無 四 球 | 勝 利 | 敗 戦 | セ 丨 ブ | ホ 丨 ル ド | 勝 率 | 打 者 | 投 球 回 | 被 安 打 | 被 本 塁 打 | 与 四 球 | 敬 遠 | 与 死 球 | 奪 三 振 | 暴 投 | ボ 丨 ク | 失 点 | 自 責 点 | 防 御 率 | W H I P |
| ---------- | ---------- | ----- | ----- | ----- | ----- | -------- | ----- | ----- | -------- | ----------- | ----- | ----- | -------- | -------- | ----------- | -------- | ----- | -------- | -------- | ----- | -------- | ----- | -------- | -------- | ------- |
| 1987       | TOR        | 18    | 2     | 0     | 0     | 0        | 4     | 3     | 1        | -           | .571  | 132   | 29.1     | 37       | 0           | 12       | 0     | 0        | 32       | 4     | 0        | 14    | 13       | 3.99     | 1.67    |
| 1988       | TOR        | 41    | 0     | 0     | 0     | 0        | 3     | 5     | 4        | -           | .375  | 279   | 64.1     | 65       | 12          | 31       | 9     | 2        | 56       | 6     | 2        | 36    | 33       | 4.62     | 1.49    |
| 1989       | TOR        | 54    | 0     | 0     | 0     | 0        | 7     | 4     | 2        | -           | .636  | 352   | 86.1     | 66       | 5           | 28       | 7     | 0        | 78       | 6     | 3        | 25    | 23       | 2.40     | 1.09    |
| 1990       | TOR        | 43    | 25    | 0     | 0     | 0        | 11    | 6     | 3        | -           | .647  | 759   | 189.0    | 165      | 14          | 45       | 3     | 2        | 115      | 7     | 1        | 72    | 66       | 3.14     | 1.11    |
| 1991       | TOR        | 40    | 28    | 2     | 0     | 1        | 15    | 10    | 1        | -           | .600  | 811   | 198.1    | 188      | 24          | 49       | 1     | 2        | 106      | 10    | 3        | 88    | 82       | 3.72     | 1.20    |
| 1992       | TOR        | 41    | 14    | 0     | 0     | 0        | 7     | 9     | 2        | -           | .438  | 529   | 120.0    | 138      | 16          | 36       | 6     | 8        | 62       | 3     | 1        | 84    | 72       | 5.40     | 1.45    |
| 1993       | DET        | 32    | 30    | 0     | 0     | 0        | 11    | 9     | 0        | -           | .550  | 776   | 187.0    | 183      | 26          | 42       | 6     | 7        | 139      | 13    | 0        | 93    | 87       | 4.19     | 1.20    |
| 1994       | DET        | 16    | 16    | 5     | 1     | 2        | 5     | 7     | 0        | -           | .417  | 464   | 111.1    | 113      | 13          | 24       | 6     | 2        | 71       | 5     | 0        | 54    | 49       | 3.96     | 1.23    |
| 1995       | DET        | 18    | 18    | 3     | 0     | 0        | 10    | 3     | 0        | -           | .769  | 539   | 130.1    | 120      | 17          | 37       | 5     | 2        | 83       | 6     | 1        | 54    | 44       | 3.04     | 1.21    |
| 1995       | CIN        | 11    | 11    | 3     | 0     | 1        | 6     | 5     | 0        | -           | .545  | 300   | 72.2     | 74       | 6           | 16       | 4     | 0        | 50       | 1     | 1        | 34    | 29       | 3.59     | 1.24    |
| '95計      | CIN        | 29    | 29    | 6     | 0     | 1        | 16    | 8     | 0        | -           | .667  | 839   | 203.0    | 194      | 23          | 53       | 9     | 2        | 133      | 7     | 2        | 88    | 73       | 3.24     | 1.22    |
| 1996       | BAL        | 34    | 34    | 3     | 0     | 2        | 11    | 14    | 0        | -           | .440  | 946   | 224.1    | 247      | 32          | 51       | 7     | 7        | 130      | 4     | 2        | 132   | 128      | 5.14     | 1.33    |
| 1997       | NYY        | 32    | 32    | 5     | 2     | 1        | 16    | 10    | 0        | -           | .615  | 922   | 218.0    | 239      | 24          | 45       | 0     | 6        | 156      | 8     | 0        | 109   | 102      | 4.21     | 1.30    |
| 1998       | NYY        | 30    | 30    | 8     | 5     | 5        | 18    | 4     | 0        | -           | .818  | 851   | 214.1    | 195      | 29          | 29       | 0     | 1        | 163      | 2     | 0        | 86    | 83       | 3.49     | 1.05    |
| 1999       | TOR        | 34    | 34    | 7     | 1     | 2        | 17    | 10    | 0        | 0           | .630  | 987   | 231.2    | 246      | 32          | 62       | 2     | 6        | 169      | 1     | 0        | 132   | 124      | 4.82     | 1.33    |
| 2000       | TOR        | 35    | 35    | 9     | 1     | 5        | 20    | 8     | 0        | 0           | .714  | 972   | 229.2    | 266      | 23          | 31       | 0     | 8        | 166      | 9     | 1        | 115   | 105      | 4.11     | 1.29    |
| 2001       | CWS        | 16    | 16    | 1     | 0     | 1        | 5     | 7     | 0        | 0           | .417  | 432   | 100.2    | 120      | 12          | 21       | 1     | 3        | 59       | 2     | 0        | 55    | 50       | 4.47     | 1.40    |
| 2002       | NYY        | 31    | 31    | 2     | 1     | 0        | 19    | 7     | 0        | 0           | .731  | 873   | 206.1    | 210      | 21          | 45       | 2     | 5        | 137      | 4     | 0        | 100   | 86       | 3.75     | 1.24    |
| 2003       | NYY        | 31    | 30    | 4     | 1     | 2        | 15    | 7     | 0        | 0           | .682  | 887   | 213.0    | 242      | 24          | 20       | 0     | 8        | 101      | 3     | 0        | 101   | 98       | 4.14     | 1.23    |
| 2004       | SD         | 31    | 31    | 0     | 0     | 0        | 12    | 8     | 0        | 0           | .600  | 804   | 195.2    | 203      | 23          | 20       | 1     | 2        | 101      | 2     | 1        | 85    | 81       | 3.73     | 1.14    |
| 2005       | BOS        | 30    | 30    | 2     | 0     | 0        | 15    | 7     | 0        | 0           | .682  | 780   | 184.0    | 220      | 21          | 21       | 0     | 9        | 107      | 4     | 1        | 95    | 91       | 4.45     | 1.31    |
| 2006       | BOS        | 8     | 8     | 0     | 0     | 0        | 2     | 3     | 0        | 0           | .400  | 206   | 47.0     | 64       | 10          | 8        | 0     | 0        | 24       | 0     | 0        | 30    | 26       | 4.98     | 1.53    |
| 2006       | SD         | 5     | 5     | 0     | 0     | 0        | 1     | 2     | 0        | 0           | .333  | 118   | 28.1     | 33       | 1           | 4        | 0     | 0        | 14       | 0     | 0        | 11    | 11       | 3.49     | 1.31    |
| '06計      | SD         | 13    | 13    | 0     | 0     | 0        | 3     | 5     | 0        | 0           | .375  | 324   | 75.1     | 97       | 11          | 12       | 0     | 0        | 38       | 0     | 0        | 41    | 37       | 4.42     | 1.45    |
| 2007       | SD         | 22    | 22    | 0     | 0     | 0        | 5     | 8     | 0        | 0           | .385  | 532   | 118.2    | 156      | 17          | 33       | 4     | 3        | 63       | 1     | 0        | 74    | 73       | 5.54     | 1.59    |
| 2007       | LAD        | 7     | 7     | 0     | 0     | 0        | 4     | 1     | 0        | 0           | .800  | 162   | 38.2     | 45       | 5           | 9        | 1     | 0        | 19       | 0     | 0        | 23    | 22       | 5.12     | 1.40    |
| '07計      | LAD        | 29    | 29    | 0     | 0     | 0        | 9     | 9     | 0        | 0           | .500  | 694   | 157.1    | 201      | 22          | 42       | 5     | 3        | 82       | 1     | 0        | 97    | 95       | 5.43     | 1.54    |
| 通算：21年 | 通算：21年 | 660   | 489   | 54    | 12    | 22       | 239   | 157   | 13       | *0          | .604  | 14413 | 3439.0   | 3635     | 407         | 719      | 65    | 83       | 2201     | 101   | 17       | 1702  | 1578     | 4.13     | 1.27    |

- 「-」は記録なし。
- 通算成績の「*数字」は、不明年度がある事を示す。
- 太字はリーグ1位。

### タイトル
- 最多勝利：1回（2000年）

### 表彰
- オールスターゲーム選出：3回（1995年、1998年、2000年）
- リーグチャンピオンシップシリーズMVP：1回（1998年）
- プレイヤー・オブ・ザ・ウィーク：1回（1998年5月17日）
- 完全試合：1回（1998年5月17日）

### 背番号
- 36（1987年 - 1992年、1995年途中 - 1996年）
- 16（1993年 - 1995年途中、2005年途中 - 2006年途中）
- 33（1997年 - 2004年、2007年）
- 3（2005年 - 同年途中）
- 21（2006年途中 - 同年）